# トランスエア810便不時着水事故
トランスエア810便不時着水事故は、2021年7月2日に発生した航空事故である。
ダニエル・K・イノウエ国際空港からカフルイ空港へ向かっていたトランスエア810便（ボーイング 737-275C）がエンジントラブルに見舞われ、オアフ島から2海里地点の太平洋に不時着水した。乗員2人はアメリカ沿岸警備隊によって救助された。

## 事故機

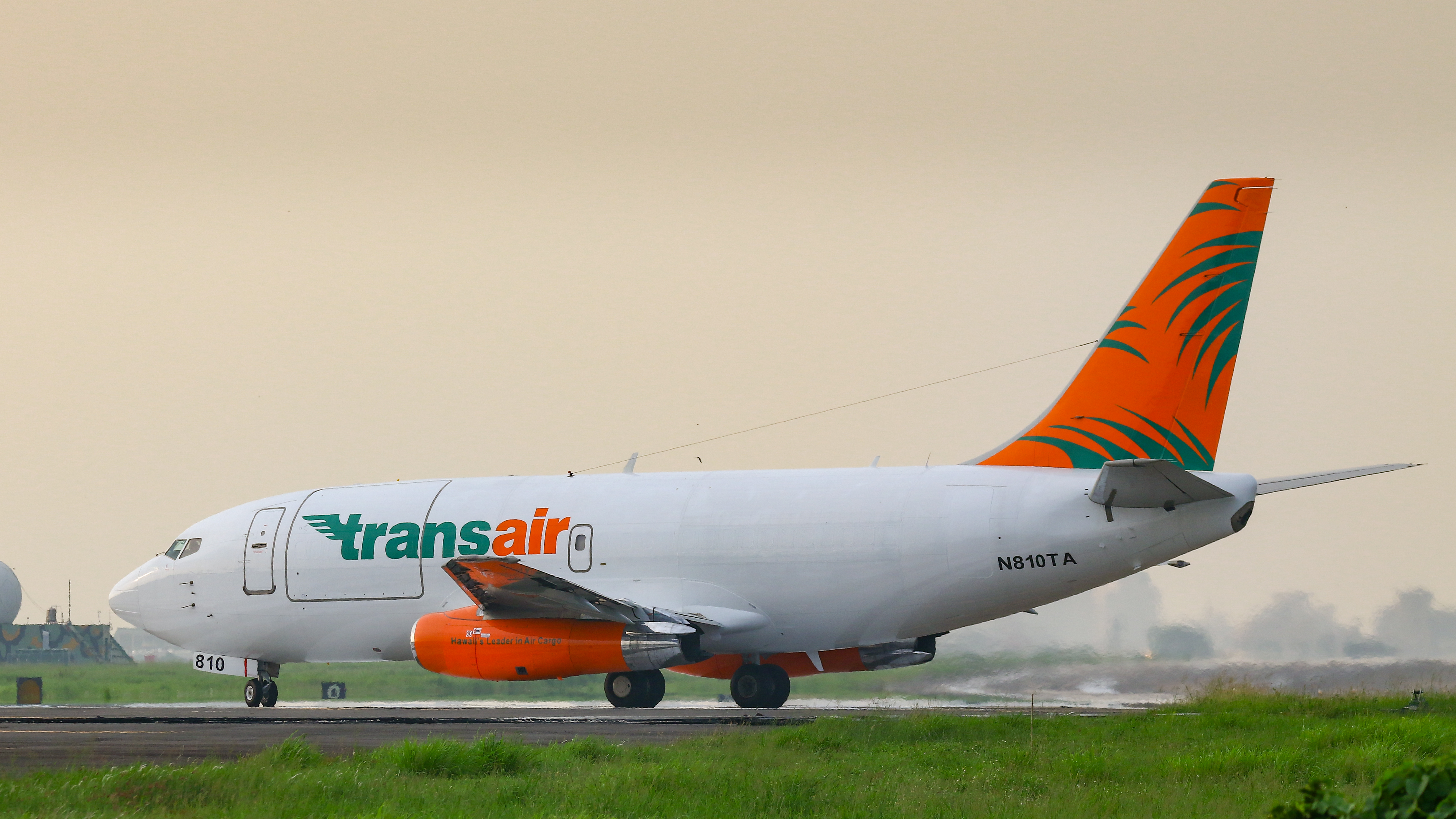
2019年に撮影された事故機

事故機のボーイング 737-275C（N810TA）は1975年に製造番号21116として製造され、同年7月23日に初飛行を行っていた。パシフィック・ウエスタン航空などの複数の航空会社で運用され、2014年7月17日にトランスエアが購入した。搭載されていたエンジンはプラット・アンド・ホイットニー JT8D-9Aであった。

## 事故の経緯
現地時間1時33分、810便はダニエル・K・イノウエ国際空港の滑走路08Rから離陸した。離陸後、810便は高度2,000フィート (610 m)付近で上昇を停止した。パイロットは第1エンジンが故障しており、もう一方のエンジンも温度が高く、故障する可能性があることを報告し、空港への引き返しを求めた。管制官はダニエル・K・イノウエ国際空港の滑走路04Rへの着陸を許可し、沿岸警備隊の出動を要請した。管制官は高度を維持することが出来るか聞き、パイロットは無理だと答えた。管制官はカラエロア空港への着陸を提案し、パイロットはカラエロアへ進路を変更したが、1時45分頃に810便との交信が途絶えた。
1時40分頃、アメリカ沿岸警備隊は不時着水の報告を受けて捜索を開始した。2時30分頃、救助隊のヘリコプターが不時着水した機体を発見した。パイロット1人は機体の尾部に乗っているところを発見され、もう1人は浮かんだ荷物に掴まっているところを救助された。58歳の機長が重傷、50歳の副操縦士は軽傷を負って、付近の病院へ緊急搬送された。機長は2日後に退院、副操縦士は半日で退院した。

## 事故調査

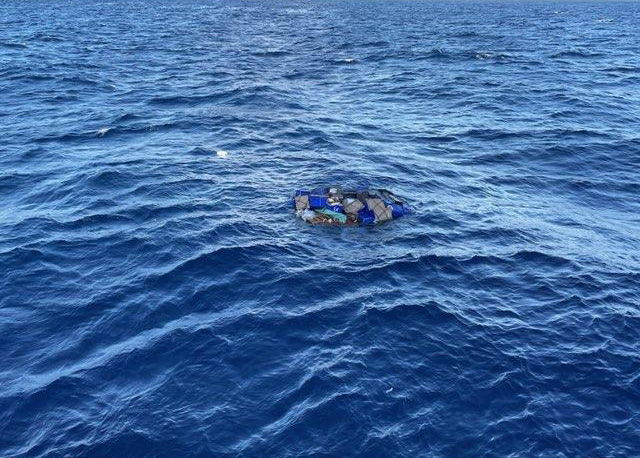
海面を漂う810便の貨物

連邦航空局と国家運輸安全委員会（NTSB）が調査を開始した。事故の翌日、USGC ジョセフ・ゲルザックは、海上に浮かぶいくつかの貨物を収集した。NTSBは、主にこの回収された貨物の調査を行った。
連邦航空局（FAA）は、「不時着水したとき、パイロットはエンジン故障を報告してホノルルへ引き返そうとしていた。FAAとNTSBが調査を行う予定だ。」とコメントした。FAAはこの調査との関係性を明らかにしていないが、ローデス・アビエーションとトランスエアに対して過去12回、FAAによる措置が行われており、罰金額は25年間で200,000ドル（日本円換算で約2,100万円）を超えていたことが地元の報道によって判明した。調査の対象となっていることもあり、会社の代表者はコメントを控えたが、FAAの元最高顧問は以前の措置と事故の原因を結びつけて考えるのは時期尚早だと述べた。
トランスエアのスポークスマンは翌日に発表した声明で、「トランスエアは、現在の状況を評価して、連邦航空局と協力して調査を行う間、自社のボーイング737貨物機の運航を停止する」と述べた。トランスエアはハワイ諸島の各島々の間で郵便物を輸送する契約を結んでいたが、アメリカ合衆国郵便公社は810便に郵便物は積載されていなかったとコメントした。トランスエアがボーイング737貨物機の運航を停止した後、郵便公社と別の契約を結び、代替手段での輸送を行った。事故の一週間後にトランスエアはボーイング737貨物機の運航を再開したが、ローデス・アビエーションが前年行われたFAAの調査で指摘された問題の再検討を行わなかったため、7月15日にFAAの飛行証明を失効した。FAAはこの処置は今回の事故が直接的な原因ではないと述べた。
NTSBは当初、7人の調査官を現地に派遣すると発表したが、後に10人の調査員チームを派遣していると述べた。事故当日の深夜に2人の調査員が到着し、調整を開始した。NTSBは、ボーイングとプラット・アンド・ホイットニーがそれぞれ調査に参加するとコメントした。またNTSBは、「調査は一般的に、事故の当事者、機器、環境の3つの事実を元に行われる」と述べた。
事故の翌日、NTSBは調査の当事者と会い、ソナーを用いて残骸の状態を観察してからフライトデータレコーダー（FDR）の回収を試みると述べた。事故の翌週、水深360 - 420フィート (110 - 130 m)の海底で残骸を発見したが、これはダイバーによってFDRを安全に回収できる水深よりも深かった 。
NTSBは別の機体から燃料を採取したが、異常は発見されなかった。翌週の終わりまでに、調査官らは12人以上の主要な関係者へのインタビュー等を行い帰国した。一方で、FDRの回収は完了しなかった。
遠隔操作のSEAMOR マリンチヌークからの写真は、事故機の胴体部が主翼の前方で分断され、コックピットが脱落していると判明したが、主翼は残っていた。

### 残骸の回収
NTSBは、トランスエアの保険会社と話し合い、残骸の回収作業を開始した。作業は10月9日頃から開始され、両方のエンジン、両方の胴体セクション、および貨物を10〜14日間かけて回収する予定だった。7,000ポンドの遠隔操作水中ビークル（ROV）を搭載した調査船RV Bold Horizonを使用して残骸を回収した。11月2日、NTSBはFDRと胴体部、及び両エンジンの残骸を回収した。

### 最終報告書
2023年6月15日にNTSBは最終報告書を発表した。主な原因はパイロットが故障したエンジンを誤認し、飛行に必要な推力を維持出来なかった事とされた。
調査の結果、離陸直後にコックピットボイスレコーダーに右エンジン故障の衝撃音と振動が記録されていた。右エンジン故障の原因は、エンジンの高圧タービンブレード2枚が腐食によって破損し、破損したブレードがさらにエンジンを損傷させて出力の低下を引き起こした。この時点で両パイロットは故障したのは右エンジンだと正しく認識していた。
副操縦士は高度2,000フィートで水平飛行した後、エンジン故障時の手順に従い両エンジンの出力を落とした。機長は管制官に緊急事態を連絡するのに集中しており、緊急事態への対応が遅れた。副操縦士の操作により両エンジンの推力は低下していたが、エンジン圧力比は左エンジンの方が低かった。そのため副操縦士は左エンジンが故障したと誤認し、自身の両エンジンの推力を低下させた操作は失念していた可能性がある。
機長は副操縦士から左エンジンが故障し右エンジンが動いていると誤った報告を受けたが、機長はエンジンの状況を確認するなどの検証を行わなかった。パイロットは正常な左エンジンはアイドル状態のまま、損傷した右エンジンの推力のみで飛行を続けた。その結果、機体は推力が不十分だったため速度と高度を失い不時着水した。
機長の作業負荷の高さ、パイロット同士のコミュニケーション不足やチームワークの悪さも事故の一因とされた。

## 映像化
メーデー!:航空機事故の真実と真相 第23シーズン第1話「Pacific Ditching」